# Eremotylus tropicus
Eremotylus tropicus är en stekelart som beskrevs av Ian D. Gauld 1988. Eremotylus tropicus ingår i släktet Eremotylus och familjen brokparasitsteklar. Inga underarter finns listade i Catalogue of Life.